# HAT-P-7b
HAT-P-7b (o Kepler-2b) es un planeta extrasolar descubierto en 2008. Orbita muy cerca de su estrella anfitriona, y es a la vez más grande y más masivo que Júpiter. Debido al calor extremo que recibe de su estrella, se prevé que la temperatura del lado del día sea de 2730+150
−100 K. El HAT-P-7b es también uno de los planetas más oscuros que se hayan observado, con un albedo de menos de 0.03, lo que significa que absorbe más del 97% de la luz visible que lo incide.

## Historia
El sistema GSC 03547-01402 estaba dentro del campo de visión inicial de la nave espacial Kepler , lo que confirmó las propiedades orbitales y tránsito del planeta con una confianza significativamente mejorada y características de ocultación y curva de luz observadas consistentes con una atmósfera fuertemente absorbente con advección limitada hacia el lado nocturno. Al probarse a sí mismo en HAT-P-7b, Kepler demostró que era lo suficientemente sensible como para detectar exoplanetas similares a la Tierra.
En agosto de 2009, se anunció que el HAT-P-7b podría tener una órbita retrógrada, según las mediciones del efecto Rossiter-McLaughlin. Este anuncio se produjo solo un día después del anuncio del primer planeta descubierto con tal órbita, WASP-17b.
En enero de 2010, se anunció que se detectaron variaciones de luz elipsoidales para HAT-P-7b, la primera detección de este tipo. Este método analiza la variación de brillo causada por la rotación de una estrella como su forma distorsionada por el planeta.
El 4 de julio de 2011, HAT-P-7b fue objeto de la observación científica número un millón del Telescopio Espacial Hubble.

## Clima
En diciembre de 2016, una carta publicada en Nature Astronomy por el Dr. David Armstrong y sus colegas describió la evidencia de fuertes vientos de velocidad variable en el HAT-P-7b. Una alta variación en la velocidad del viento explicaría variaciones similares en la luz reflejada desde la atmósfera de HAT-P-7b. En particular, el punto más brillante del planeta cambia su fase o posición en una escala de tiempo de solo decenas a cientos de días, lo que sugiere una gran variación en la velocidad global del viento y la cobertura de nubes. Los modelos de condensación de HAT-P-7b predicen la precipitación de Al2O3 (corindón) en el lado nocturno de la atmósfera del planeta. Debido a que las gemas de corindón son rubíes y zafiros, se puede describir el hipotético clima en el lado nocturno del planeta como "lloviendo rubíes y zafiros".